# 圣莱奥梅尔
圣莱奥梅尔（法語：Saint-Léomer，法語發音：[sɛ̃ leɔmɛʁ]）是法国新阿基坦大区维埃纳省的一个市镇，属于蒙莫里永区。该市镇2009年时的人口为183人。

## 人口
圣莱奥梅尔人口变化图示
| 数据来源：INSEE |